# Rosso come il cielo
Rosso come il cielo è un film del 2005 diretto da Cristiano Bortone.
Presentato come Evento speciale UNICEF nella sezione per ragazzi "Alice nella città" della Festa del Cinema di Roma 2006, è uscito nelle sale italiane il 9 marzo 2007.
Nel cast ci sono gli attori Paolo Sassanelli e Marco Cocci e un gruppo di ragazzini di dieci anni di cui alcuni realmente ciechi.
Rosso come il cielo è tratto da una storia vera, prima dei titoli di coda si legge: "Mirco è uscito dal collegio a 16 anni. Nonostante non abbia più recuperato la vista, oggi è uno dei più riconosciuti montatori del suono del cinema italiano". Il riferimento è a Mirco Mencacci.

## Trama
1970. Mirco, un bambino toscano di dieci anni in seguito ad un incidente in casa, causato dal fucile del padre lasciato carico,  riporta seri danni alla vista. La scuola non lo può riprendere , in quanto la legge vigente non permette ai ciechi e agli ipovedenti la frequenza della normale scuola pubblica. 
Ai genitori di Mirco viene caldamente raccomandato un istituto per ciechi a Genova.
La situazione legata ai problemi di vista è completamente nuova per Mirco che non conoscendo il braille in un primo momento ha problemi ad integrarsi con i compagni che padroneggiano questo strumento di comunicazione.
Trova un vecchio registratore a bobina,  questo gli permette di esprimersi creando delle favole fatte solo di rumori e narrazione. Nel frattempo conosce Francesca, la figlia della portinaia dell'istituto, i due ragazzi partecipano insieme alla “costruzione” delle favole fatte di voci e rumori.
Mirco coinvolgerà in questo progetto gradualmente tutti gli altri bambini,  facendo capire loro quanto valgono, quanto siano simili agli altri ragazzini. 
Alla fine il maestro, don Giulio,  organizzerà una recita creata dai ragazzini, fatta di voci e suoni, proprio come la favola che Mirco e Francesca avevano cominciato insieme ad assemblare servendosi del registratore a bobina. 
Mirco tornerà a casa nella sua Pontedera, per le vacanze estive

## Distribuzione

### Titolo in altre lingue
- Spagnolo: Rojo como el cielo
- Inglese: Red like the sky
- Francese: Rouge comme le ciel
- Ebraica: אדום כמו השמיים
- Portoghese: Vermelho como o céu
- Polacco: Czerwony jak niebo
- Catalano: Vermell com el cel
- Tedesco: Rot wie der Himmel
- Irlandese: Dearg Cosúil leis an Spéir
- Islandese: Red Eins og Sky
- Giapponese: Mirco no Hikari
- Danese: Rød som hilmen
- Lituano: Raudona kaip dangus